# Cacique Niquía
Cacique Niquía fue el nombre de una comunidad indígena prehispánica que se asentó en las tierras que hoy ocupa el municipio de Bello en el departamento de Antioquia, Colombia.
Es poco lo que se conserva de esta comunidad, pero en el cerro Quitasol se esconde uno de los caminos en piedra que construyeron. Ese vestigio demuestra que los Niquía poseían conocimientos avanzados de ingeniería, lo que les permitió idear y construir una ruta que se envuelve en medio del misterio: el camino de piedra de los aburráes de Niquía.

## Historia[1]

### Prehistoria
“En la época prehistórica, nos dicen los sabios Humboldt y Bondpland, el Valle del Aburrá era asiento de tres grandes lagos”.  Al parecer, las tierras que hoy habitamos se hallaban bajo las profundas aguas del tercer lago, que se cerraba en lo que hoy conocemos como el Ancón de Copacabana.

“Por fin, violentas y poderosas, esas aguas rompieron los terrenos interpuestos entre las cordilleras Central y Occidental de los Andes antioqueños, hasta llegar turbulentas y atropelladas a las “Dos Bocas”, entre lo que hoy es Zaragoza y Zea”

### Primeros Pobladores
Según vestigios arqueológicos, hace cerca de 10 000 años posiblemente nuestro territorio se encontraba habitado por grupos humanos nómadas, cazadores y recolectores, sin conocimientos de agricultura.
Ya en el año 500 después de Cristo, existían en lo que hoy es Bello (según vestigios hallados recientemente en la vereda Primavera), asentamientos humanos caracterizados por habitar en “viviendas dispersas en las cimas de las colinas y en aterrazamientos adecuados en las laderas, cerca a cursos de agua y humedales... y cerca de suelos fértiles para los cultivos, o a recursos minerales explotables como el oro y las fuentes de agua sal”.
Estos grupos humanos (de los que se sabe muy poco por no existir evidencias escritas), hicieron sus enterramientos funerarios en los sitios de vivienda y, al parecer (según los vestigios cerámicos), tenían profundas relaciones culturales, económicas y políticas con grupos dispersos, distantes en la geografía andina antioqueña.
El fértil bosque donde está hoy nuestro Municipio fue entonces habitado durante siglos por  pueblos indígenas, conocidos en sus últimos años como los Niquía, pertenecientes a la familia de los Aburráes, quienes formaban parte de la nación Nutave (que era conformada por todos los pueblos que habitaban el Valle de Aburrá y en general los establecidos entre los ríos Cauca y Porce).
En términos generales los historiadores describen a los primeros pobladores como personas de baja estatura pero esbeltos, color moreno cobrizo, pelo lacio y negro, ojos pequeños rasgados y negros, nariz regular, pómulos salientes y frente ligeramente achatada.   De cuerpo ágil, más delgado que obeso, ”y de gran arrogancia, dureza y severidad en la expresión”.   Al parecer eran bravos para la pelea, buenos luchadores y acostumbraban la antropofagia.

Los Niquía, aunque poco religiosos, rendían culto al Sol, la Luna y las estrellas.  Eran polígamos, creían en la brujería (jaibanismo), en la vida ulterior y en la resurrección conjunta del alma y el cuerpo, por lo que enterraban a sus muertos con sus armas, muebles, tesoros y alimentos. Consumían productos agrícolas (como maíz, frijoles y curíes), además de la pesca y la caza, para la cual utilizaban perros (que, según las crónicas españolas, eran mudos). Sus habitaciones eran bohíos construidos sobre la tierra o los copos de los árboles más grandes.  Construían acequias y caminos anchos de piedras tajadas. Pintaban su cuerpo con achiote, usaban algunos adornos de oro y se coronaban con plumas.  Vivían agrupados en tribus, con fuertes estructuras jerárquicas y celebraban fiestas con música y baile.
Su principal adelanto tecnológico era el uso del hilado, razón por la cual usaban mantas de algodón y vestido, a la llegada de los españoles.

### La invasión Española
En julio de 1541 (siglo XVI), una avanzada española al mando de Jerónimo Luis Tejelo (teniente del mariscal Jorge Robledo), avistó por primera vez el inmenso Valle de los Aburráes, quedando tan gratamente sorprendido que, tras de dado el informe, el mariscal ordenó la exploración del territorio, hecha efectiva el 24 de agosto del mismo año cuando establecieron sus tiendas en las tierras del Cacique Niquía, para inspeccionar el valle y declararlo parte del Imperio Español.

### La fundación de Hato-viejo.
El 5 de enero de 1574, el ciudadano español don Gaspar de Rodas (“cuya tarea era pacificar a los indios rebeldes y erigir poblaciones en sus dominios”), solicitó al cabildo de Santa Fe de Antioquia (dependiente de la Gobernación Real de Popayán) el permiso para poblar el valle habitado por los indios Niquía en una extensión de cuatro leguas, y establecer en él “Hatos de ganado y estancias de comida”, para proveer de alimentos a la campaña conquistadora. Aprobada esta solicitud por el gobierno español, “Rodas, entonces, se dispuso a viajar con 80 soldados, algunas vacas y caballos, y algunos cerdos y herramientas de agricultura, así como una buena cantidad de cacharros traídos de Castilla, con los cuales esperaba ganarse el favor de los indígenas; entró al valle por el Alto de Medina y,  descendiendo hasta las tierras de los Niquías, ordenó a los suyos los tratasen humanitariamente, y les prohibió quitarles por la fuerza sus posesiones.  Se inició entonces un gran intercambio de oro por agujas, hachas, sal y otros elementos necesitados por ellos.

“No obstante lo anterior, el historiador Heriberto Zapata Cuéncar afirma que el español se enfrentó a los indios del Cacique Niquía, que le opusieron una dura resistencia, los dominó y obligó a los que aún quedaban, a emigrar a otros sitios, quedando así despojados de sus territorios, de los cuales eran legítimos poseedores.  (Heriberto Zapata Cuéncar, Monografías de Antioquia, título Bello).
“Es así como en el año de 1.576 el citado capitán de Rodas planta en los llanos de Niquía el lábaro de sus Majestades católicas, funda un pueblo y sobre las cenizas, humeantes aún, de aquella vencida raza, clava la cruz por primera vez...”
Fue así como este militar español cambió su vida de guerrero por la de poblador, estableciendo en las tierras del pueblo Niquía una casa (“que llegó a adquirir renombre entre las mansiones españolas existentes”), conocida como Hato de Rodas.  Posteriormente, el sitio sería conocido como Hato Viejo, por ser el primer hato de ganado establecido en la región.
De Rodas (quién fuera nombrado gobernador vitalicio de la provincia de Antioquia), intimó con una india llamada Pequesa, con quien tuvo dos hijos:  Ana María y Alonso de Rodas Carvajal, iniciándose así el mestizaje cultural en nuestro territorio. Ana María heredó las tierras en 1.585 y se casó con Don Bartolomé de Alarcón, quien sucedió a su suegro como gobernador de Antioquia y propietario del Hato Viejo, conociéndose también por esto el lugar como Hato de Alarcón. Alonso de Rodas (el hijo del fundador) vendió posteriormente a bajo precio sus predios heredados, pasando Hato Viejo a manos de otras familias, con los que siguió fraccionándose a través del tiempo. 
Luego de la fundación de Hatoviejo se establecieron los sitios de:  San Juan de Tasajera (hoy Copacabana), Hatogrande (hoy Girardota), y el Hatillo (que aún conserva su nombre en jurisdicción de Barbosa).  Igualmente, esta colonización facilitó la posterior fundación de Medellín, casi un siglo después.

### El Poblamiento (La Colonización Española)
En 1.615, los Niquía fueron trasladados al resguardo Poblado de San Lorenzo (zona sur de Medellín).  
Durante el siglo XVII las tierras de Hatoviejo se fueron poblando (al lado de algunos bohíos indígenas sobrevivientes)   de pequeños caseríos hispanos, con sus capillas, sometidos al imperio de los Reyes Católicos de España y regidos por las “Leyes de Indias” y el Evangelio.
Según registros históricos, hubo al principio en estas tierras una baja población, ya que en 1.674 se registraron en todo el Valle de Aburrá solamente tres mil personas, en aproximadamente 68 familias.
Se levantaron entonces la capilla de Nuestra Señora de Chiquinquirá (en 1.653), Nuestra Señora del Rosario (1.720), Nuestra Señora de Sopetrán (en la Madera, en 1775), Nuestra Señora de Guadalupe (en Guasimalito, en 1761), capillas que fueron luego trasladadas o derruidas y dependían de la diócesis de Popayán.
A mediados del siglo XVIII (en 1746) la comunidad de Nuestra Señora del Rosario es nombrada viceparroquia (dependiente de Nuestra Señora de la Candelaria de Medellín), y luego es elevada a la dignidad de parroquia el 13 de julio de 1773, teniendo su jurisdicción de Hatoviejo, de ochocientos a mil pobladores.
El dos de diciembre de 1788, Hatoviejo es elevado a la categoría de Partido, con alcaldes dependientes del Cabildo de Medellín.
Para 1.808, la población cuenta (según informe enviado al Virrey Amar y Borbón), con diecisiete casas de tejas y tapias (solo una de dos plantas) y treinta y dos de casas de paja.  Tiene 247 familias avecindadas, 313 esclavos (de origen africano) y una población aproximada de 1.476 personas (dato puesto en duda por los historiadores).
Aunque en nuestro territorio no se registraron luchas independentistas, cabe mencionar al prócer hatovejeño Manuel Tamayo, quién combatió a los realistas y, tras la disolución de la Gran Colombia, llegó a ser general de la República del Ecuador.

### La Época de la República
Hacia 1.836, este “vecindario pequeño y extremadamente pobre, (donde) sus habitantes viven muy dispersos por las montañas...” (como lo describiera su entonces alcalde de distrito), abrió su primera escuela bajo la dirección de Don Félix Barrientos y una matrícula de 33 niños (la escuela en la que Marco Fidel Suárez estudiaría 27 años después y sería luego su director, en 1.877).
Para el año de 1.835, Hatoviejo cuenta con 1.679 habitantes, y en 1.857 pierde su calidad de distrito y es repartido entre los distritos de San Pedro y Medellín.
El 23 de abril de 1855 nació el señor Marco Fidel Suárez, la persona más influyente en la historia de la ciudad, por haber alcanzado, luego de haber sido pobre en su infancia, el título de Presidente de la República de Colombia (entre 1.918 y 1.921), destacándose además con sus obras literarias “Los sueños de Luciano Pulgar” y “Estudios gramaticales Introducción a las obras filológicas de Don Andrés Bello”,  entre otras.
El 28 de diciembre de 1883, por solicitud de un grupo de pobladores, la presidencia del Estado de Antioquia (antes de que Colombia fuera República Unitaria) cambió el nombre de la fracción de Hatoviejo por el de Bello, por considerar el primer nombre insultante (por ser el hato un sitio de animales) y en homenaje al académico, humanista y pedagogo venezolano Don Andrés Bello, maestro del libertador Simón Bolívar y de quien Marco Fidel Suárez realizara un famoso estudio, con motivo del centenario de su nacimiento.
En la solicitud del cambio de nombre, vale destacar entre otras cosas los siguientes apartes por su sentido antropológico y semiológico, buscando incidencia en el imaginario colectivo:
“...Queremos cambiar el nombre de nuestro pueblo por un nombre más culto, más propio y más digno:... y que, no lo dudamos, va a influir poderosa y benéficamente en nuestros futuros destinos... acaso más tarde algunos de nuestros hijos y descendientes, al preguntar por qué llevamos este nombre, quiera alimentar su espíritu con las sanas y sabias doctrinas de aquel genio y en ellas se inspirará, como Suárez, para hacerse grande, y para ser la alegría y el honor de su pueblo...”  

### En los albores delsigloXX
Bello entra al siglo XX sin cambios substanciales: Sigue siendo el mismo poblado campesino, pequeño y pobre, de solo cinco calles y una plaza, monótono, con costumbres españolas y de crecimiento lento.  Por su paisaje es descrito como un valle paradisíaco de cielo limpio, sano, rico en fuentes de agua y árboles.
Entre los muchos autores que lo describen como un “valle eglógico”, “lugar soñado para el reposo y la meditación”, “paraíso deleitable a la vista, el más hermoso que se ha dado desear”, se destaca el retrato escrito por el literato antioqueño Don Tomás Carrasquilla sobre nuestra tierra:
“... ¡Todo convida en ti, oh Bello!...Praderas bucólicas, donde la ceiba gigante proyecta sus cimborios; sotos de aguacateros y naranjos, de guayabales y de palmas, huertos, donde el madroño enhiesto y el ciprés luctuoso se alza entre el follaje del café y de la caña, del maizal y de la yuca; platanales, perseguidos por los pájaros y agitados por los vientos;...”
“Convidan los puentes con sus asientos sobre linfas musicales, bajo frondas amables y perfumadas; convidan los pedrejones que recaman el liquen; amarra con sus raíces el chagualo y cuñan, por sus grietas, el musgo providente y la viravira resignada; los céspedes idílicos donde hace alfombra el poleo,... los toches tormentosos que cantan a las mariposas, esas flores del misterio que vuelan más que ellos; las golondrinas monjiles, que tratan de imitarles, gozando del buen tiempo congregadas en los aleros y en los alambres del telégrafo; convidan unas frutas paradisíacas; convidan unos baños como espejos, unas duchas cual cabelleras, unos plumajes, unas gentilezas ideales del agua; convida un aire campesino, montañero, que huele a salud; convida todo, porque tú, oh Bello, eres el regalo con que Dios dotara a estas gentes que habitan a orillas del Medellín...”

“En medio de todo esto te diseminas tú; tú, la aldea arcadiana, de paredes blancas, techumbres oscuras y rojas cerraduras; el lugar soñado para el reposo y las meditaciones.  Tu plaza verde, con avenidas de mangos, dijérase el liceo para una filosofía dulce y sencilla; al costado sur, se alza tu iglesia, graciosa al par que grave, llamando al espíritu a serenarse en su misterio.  ¡Cuántos habrán rezado para que no seas nunca pueblo grande!...”  [13]

### La Industrialización y el Crecimiento Urbano
La ubicación de Bello no solo fue propicia para las faenas agrícolas y ganaderas, o como sitio de recreo, sino que además se presentó a la élite medellinense como una excelente alternativa para instalar allí sus empresas.

Su clima agradable, su topografía, su cercanía al casco urbano de Medellín, su situación estratégica en la línea del naciente ferrocarril y las principales vías del ya departamento de Antioquia, y sus abundantes fuentes de agua aptas para el consumo y la generación de energía, complementando todo esto con factores políticos y socioeconómicos globales, hicieron que en muy poco tiempo florecieran en su territorio las industrias.
La primera empresa fue la ladrillera (instalada en Fontidueño por el entonces Estado de Antioquia en 1.873 y cerrada a finales del siglo), y luego el taller de textiles de Don Indalecio Uribe (de 1.877 a 1.879).
Posteriormente, la burguesía de Medellín fundó en 1.902 (con inversión de grandes capitales y maquinaria importada) la “Compañía Antioqueña de Tejidos”, escogiendo para su construcción al sector de Bellavista, por su cercanía a la Quebrada la García.  Agotado el capital antes de terminado el edificio, debió liquidarse la naciente empresa.
Comprados los bienes de la fracasada industria y tras la inyección de nuevos capitales, fue fundada, el 8 de agosto de 1905, la “Compañía de Tejidos de Medellín”, naciendo con esta la industria textil Colombiana, e iniciándose así un imparable proceso migratorio hacia lo que entonces era la aldea de Bello.  [15]
El poblado bellanita pasó radicalmente de una economía agrícola de subsistencia (con algunas divisas por la minería), a una economía industrial que en su florecimiento generó una nueva élite local (comercial y terrateniente) que muy pronto entraría a liderar la campaña de municipalización.
Con el crecimiento demográfico y económico, se cumplió pronto con los requisitos para acceder al título de Municipio, categoría que fue obtenida mediante la ordenanza 48 del 29 de abril de 1913.
De una población menor de 3000 habitantes en 1.905, el nuevo Municipio de Bello superaba a la fecha de su creación las 5000 personas, casi duplicando su población en solo 7 años.
Por si fueran pocos los cambios repentinos desatados en esta aldea, el 8 de diciembre del mismo año de 1.913, hizo por primera vez su entrada a la ciudad la pesada locomotora número 21 con 5 vagones del Ferrocarril de Antioquia, inaugurándose la entonces novedosa línea férrea por donde entrarían por muchos años los futuros pobladores de Bello.
De igual manera, la instalación de los talleres del ferrocarril atrajo tras de sí otra oleada de inmigrantes en busca de trabajo.
Con el ferrocarril, Bello pasó repentinamente de ser un poblado aislado, a tener contacto directo con los principales centros productivos del país.

### La Fundación de Fabricato
La fundación de la Fábrica de Hilados y Tejidos del Hato (Fabricato) el 7 de agosto de 1923, es uno de los acontecimientos históricos más importantes del municipio de Bello.
Sus fundadores[17] escogieron a Bello por la disposición de aguas de buena caída para el movimiento mecánico (con la quebrada del Hato), el paso de la línea férrea (que comunicaba con el río Magdalena y las minas carboníferas de Amagá) y la presencia de mano de obra capacitada por la ya próspera Compañía de Tejidos de Medellín, asentada en Bello desde 1.905.
Al crearse la empresa, el municipio contaba con cerca de 6000 habitantes, 7 escuelas rurales y 47 cantinas (una por cada 125 habitantes).
Desde entonces, Bello ha crecido en una estrechísima relación con el desarrollo de esta empresa textil.
Atraídos por su sirena, llegaron pobladores de todas las regiones del departamento de Antioquia, abriéndose paso sin regreso a la ciudad moderna y populosa de hoy.
Además de su inmensa influencia económica, Fabricato asumió desde su fundación una clara responsabilidad social, no solo hacia la población obrera sino también hacia sus familias y el municipio en general, siendo durante muchos años el principal factor de desarrollo sociocultural de Bello.
Fue así como desde 1.924 (con solo un año de funcionamiento), abrió su escuela nocturna con 60 alumnos, creando, años después, su departamento de capacitación.
En 1.938 (por solicitud de Don Jorge Echavarría, su primer administrador) se creó el club social para los obreros (o Centro Fabricato), con salón de cine, capilla, cafetería, biblioteca, mesas de billar, canchas deportivas y enfermería.
Anexo a éste estaba el patronato, administrado por las Hermanas de La Presentación, con capacidad de hospedaje para 80 obreras.
En 1.940 creó su clínica privada con todos los servicios de salud gratuitos para los obreros, y en 1.943 surgió el Secretariado Social de Fabricato, para coordinar programas para las familias de sus trabajadores.
En 1.948 se inició el programa de vivienda obrera, con la construcción del barrio Obrero (con 320 casas, teatro, iglesia, cancha de fútbol y parques), seguida de los barrios Santa Ana, Carmelo, Yanuba y Mánchester; además de convenios con el entonces I.C.T. (Instituto de Crédito Territorial) para dotar de vivienda a sus obreros.
Fabricato participó en la creación del primer acueducto de Bello, prestando el dinero para su construcción (en 1.948), así como para la pavimentación de las vías principales de la ciudad.
En 1.951 se puso en servicio la represa Fabricato que, además de surtir de energía a la empresa, prestaba su servicio a gran parte del Municipio.
La empresa, en conmemoración del centenario de Don Marco Fidel Suárez, levantó en 1.955 una urna para la protección de su choza.
En 1.956 fundó la Proveeduría (o mercado privado) abierto al público en general en 1.958, con precios por debajo de los costos comerciales.
En 1.957 impulsó la fundación de la Cooperativa de Trabajadores de Fabricato (COTRAFA) hoy una importante y próspera empresa social.
Por esta época (fines de 1.959) abrió también al público su biblioteca, con servicios de préstamo para los obreros y sus hijos, y de consulta para toda la comunidad,  abriendo paso para una importante dinámica cultural a partir de los años 60.
En 1.965 creó su cuerpo de bomberos (único en el municipio, hasta 1.996) y, en el mismo año,  organizó y financió el Festival Musical de Medellín.
En marzo de 1970 creó la Corporación Fabricato para el Desarrollo Social, en donde durante más de diez años se formó a la comunidad en oficios (como culinaria, ebanistería, plomería, electricidad, corte y confección, etc.), y en disciplinas artísticas  (como danza, música, plásticas y teatro), con sus respectivos grupos de proyección (coro, estudiantina, danzas, etc.) con los que representó exitosamente al Municipio en múltiples certámenes nacionales, estimulándose desde entonces en la ciudad una gran dinámica artística, que aún sobrevive.
En este mismo sentido, conformó múltiples equipos de diferentes disciplinas deportivas.
En 1.973 le obsequió al Municipio la escuela municipal Cincuentenario (para la educación básica primaria) ubicada en el sector de La Callecita.
En 1.981 creó Microempresas de Antioquia (con la infraestructura de la Corporación Fabricato), para asesorar y apoyar a pequeños empresarios.
Fabricato ha dado fomento mediante becas a la educación y capacitación de los obreros y sus hijos en todos los niveles escolares y ha prestado apoyo esporádico a diferentes instituciones cívicas de la ciudad.
Actualmente (1997), Fabricato colabora con el sostenimiento de  espacios como la escuela de básica primaria Argiro Ochoa, el centro de salud y biblioteca del barrio Santa Ana, el parque “Homenaje al Trabajador Textil, la cancha de fútbol del barrio Obrero, y la biblioteca pública Comfama-Fabricato.
Aunque por la crisis económica ha disminuido significativamente su proyección social, existe actualmente en la empresa una dependencia de Participación y Deportes que ofrece a los obreros programas como: capacitación, jornadas culturales, club fotográfico, club de finqueros, club de caminantes, programas deportivos, etc.
De igual manera, participó en la creación conjunta con Cotrafa y Coopantex, de la Corporación de Servicios Integrados, para canalizar por su intermedio inversiones de desarrollo sociocultural.
Vale agregar que Fabricato dio origen a muchas otras empresas en Colombia y hasta fuera de ella,  tales como Pantex, Col-chem, Riotex, Catsa, Divisa, Texmeralda, Prominsa, Fabritex (de Nicaragua), Cinsa, Comercia, Texpinal, entre otras.
En la simbiosis con la ciudad, las crisis sufridas por la empresa han afectado a todo el Municipio tal como ocurrió en la única huelga de su historia (del 20 de septiembre al 10 de octubre de 1983) y como viene aconteciendo con la actual recesión económica causada por el contrabando y la apertura económica neoliberal.

### Las Otras Empresas
La “Compañía de Tejidos de Medellín” (creada en 1905 y conocida como la “fábrica de arriba”), cambió en 1933 su nombre por “Compañía de Tejidos de Bello”.  Posteriormente, en 1939, sería comprada por su joven competencia la empresa Fabricato, liquidándose su razón social en 1951 y convirtiéndose así en la sección “Fabri-2”, hasta 1989 cuando Fabricato vendió sus terrenos y edificios al complejo industrial Mitsubishi, por conducto de Melco de Colombia Ltda., para establecer allí una fábrica de ascensores eléctricos.
Con la compra de la Compañía de Tejidos de Bello, Fabricato adquirió los derechos, sobre la quebrada La García, con la que haría en 1947 la represa para la empresa.
El 27 de octubre de 1944 nació la empresa Textiles Panamericanos (Pantex) en una sociedad entre la Burlington Mills Corporation de EE. UU.(en ese entonces la empresa textil más poderosa del mundo) y Fabricato, esta última con un porcentaje menor de acciones. Ubicada frente a Fabricato, Pantex dio grandes aportes sociales al Municipio como la urbanización obrera barrio Panamericano (en 1964), con 99 casas en la parte baja del sector de Niquía, y el apoyo a la creación de la Cooperativa de Trabajadores de Pantex (Coopantex).
Filial de esta es la empresa COL-CHEM (Colombian Chemical) dedicada a proveer materia prima química para la producción textil.
En 1974, Fabricato compró a la empresa Norteamericana sus acciones, pasando Pantex y Col-Chem a formar parte de su complejo industrial como filiales.
Otras empresas conformadas en el Municipio en su historia reciente son: la embotelladora Postobón, Solla (1950), CIPA, Avícola Marruecos, Silos de Almacafé (1969), Productos FINCA, Canteras de Colombia, Laboratorios del I.C.A.(Instituto Colombiano de Agricultura) en la granja Tulio Ospina (en 1947), Industrias ROF, Melco-Mitsubishi, URIMA, etc., y muchas medianas y pequeñas industrias más.

### La Gran Migración: La Invasión Urbanizadora
En este poblado de solo cinco calles, surgió lentamente desde 1.925, el primer barrio en el sector de Andalucía.
En los 40 nacieron los barrios Buenos Aires, López de Mesa, Pérez y las Granjas, con casas generosas de tapia, de corredores amplios y patios interiores.
Luego de estabilizado parcialmente el flujo humano atraído por las industrias, Bello empezó nuevamente a ser invadido, fruto de las migraciones campesinas de la llamada época de “La violencia”.
Desde los años 50, sus extensos llanos empezaron a llenarse de barrios obreros, barrios nuevos por loteo, urbanizaciones, unidades cerradas, viviendas populares y hasta invasiones, sacrificándose irremediablemente en estos terrenos su patrimonio ambiental, turístico y recreativo.  Se desató entonces la gran migración, transformándose substancialmente la cultura bellanita.
En el año 48 nació el barrio San José Obrero y la Ciudad Niquía (parte baja), en 1.950 se urbanizó el Congolo y la Milagrosa, en 1.955 el barrio Gran Avenida y el barrio Suárez y en 1.959 el Ducado.
En los 60 nacieron: El Carmelo, Bellavista, El Porvenir, Panamericano, Pacelli y el paraíso, y para los años 70 se pobló la parte alta de Niquía en lo que era un extenso bosque. Desde esta misma década empezaron a aflorar por todos los rincones del Municipio los nuevos barrios, proceso que aún no se detiene a finales de los 90.
Se construyeron urbanizaciones como:  Cabañas, Cabañitas, Salento, La Ciudadela del Norte, Niquía Camacol, San Andrés, El Mirador, Las Vegas, Navarra, El Trapiche, La Florida, Guayacanes, Quitasol, Valadares, Riachuelos, Hato Viejo, Hato Nuevo, Villa María, Villas del Sol, Villa de Occidente, Los Búcaros, Hermosa Provincia (barrio de la religión La Luz del Mundo); e invasiones como: Espíritu Santo, Las Granjas, La García, La Guayana y la Meseta, entre muchos otros barrios.  (Ver en el apéndice listado de barrios).
Las urbanizaciones más recientes son:  Quintas del Ángel,  Estación Primera y Cerramonte,  iniciadas en 1996,  así como todo el sector de Niquía Terranova con una serie de nuevas urbanizaciones (dinamizadas por una amplia zona comercial con el almacén Éxito y otros centros comerciales),  iniciadas en 2004.
El poblamiento de espacios comunes, indiscriminado y sin planeación, ha generado hacinamiento urbano, acumulación de necesidades insatisfechas y falta de identidad y pertenencia en los nuevos pobladores.

### El conflicto urbano
“A partir de esa industrialización (1905) y municipalización (1913), pero sobre todo con la llegada de Fabricato (1923),  las otras empresas y los proyectos urbanísticos de los años 50 en adelante, se dispararon todos los índices socio-económicos de Bello.  La capa de cemento se extendió y empezó a cubrir el paisaje natural que caracterizaba a Bello.  El campo se transformó en ciudad y gentes de todo el departamento y el país buscaron refugio en su jurisdicción con la esperanza de encontrar un mejor vivir.  El otrora corregimiento de Medellín, conservador y apacible, se transformó en ciudad cosmopolita, pluripartidista, plurirracial y pluricultural”.
“Los campesinos pasaron a obreros por obra y gracia del capitalismo modernizador y Bello fue desde entonces refugio de disímiles habitantes provenientes de todo el país, que buscan convivir a pesar de sus diferencias culturales”.
A partir de los años 80 la empresa delictiva del narcotráfico encontró en estos pobladores desarraigados (especialmente entre la población juvenil), el caldo de cultivo propicio para fortalecer organizaciones con el uso del terror y la muerte, generando la crisis social más grave en la historia de la ciudad, con la proliferación de múltiples bandas delincuenciales dedicadas al tráfico de drogas, armas, asesinatos a sueldo, extorsiones, secuestros, atracos, terrorismo, violaciones y otros males sociales, generándose hasta la fecha una larga lista de crímenes que han marcado de raíz nuestro imaginario colectivo, situación que ha venido disminuyendo con la persecución del Estado al narcotráfico en los últimos años y por el desarrollo de importantes proyectos socioculturales de diversas instituciones gubernamentales,  privadas o comunitarias del Municipio.
Frente a esto, la ciudad actual ha generado cientos de procesos organizativos y participativos comunitarios en los barrios, salvando de la indignidad y la desesperanza a sus habitantes.  Parte de este proceso organizativo ha sido el conocido como Movimiento Cultural Comunitario.
El más reciente factor de conflicto y que está además incidiendo en el crecimiento de la población lo constituye el hecho de que a partir de los primeros años del siglo XXI,  Bello se convirtió en ciudad receptora de las grandes migraciones de desplazados, secuela de crecimiento del conflicto armado y la aparición del paramilitarismo en los campos colombianos.
En el momento, Bello tiene una población de más de 400 000 habitantes (en 81 barrios y 16 veredas). Forma parte del área metropolitana, alrededor de la ciudad de Medellín, junto con otros ocho municipios, y forma parte de los proyectos de megapolización del Valle de Aburrá, con lo que se espera duplique su población en los próximos diez años,  por obra y gracia de las nuevas urbanizaciones.

### Bello hacia el Futuro
El más reciente gran acontecimiento ha sido la inauguración del sistema Metro (el 30 de noviembre de 1995), conectando de manera directa al norte, centro y sur del Valle de los Aburrá.  De las tres estaciones con que cuenta Bello, la primera rinde homenaje (a las puertas del siglo XXI), al Cacique Niquía, sobre cuyas tierras usurpadas, debatiéndonos entre la vida y la muerte hemos construido a través de los siglos la ciudad.  Nuestra ciudad.
- Datos: Q5738750

1. ↑  «Página nueva 0». www.semiosfera.org.co. Archivado desde el original el 14 de marzo de 2014. Consultado el 30 de noviembre de 2019.